# Bürgermeisterei Dingdorf
Die Bürgermeisterei Dingdorf war eine von ursprünglich 29 preußischen Bürgermeistereien, in die sich der 1816 neu gebildete Kreis Prüm im Regierungsbezirk Trier verwaltungsmäßig gliederte. Von 1822 an gehörte die Bürgermeisterei zur Rheinprovinz. Der Verwaltung der Bürgermeisterei unterstanden acht Gemeinden. Der Verwaltungssitz war von 1823 an in der heutigen Ortsgemeinde Schönecken im Eifelkreis Bitburg-Prüm in Rheinland-Pfalz.
Die Bürgermeisterei wurde 1927 in Amt Dingdorf umbenannt.

## Gemeinden und zugehörige Ortschaften
Zur Bürgermeisterei Dingdorf gehörten folgende Gemeinden (Einwohnerzahlen, Stand 1843):
- Dingdorf (94 Einwohner)
- Greimelscheid (82; ging 1889 an die Bürgermeisterei Waxweiler; seit 1968 Ortsteil von Lambertsberg)
- Heisdorf (69)
- Niederlauch (43)
- Oberlauch (74)
- Plütscheid (290) mit dem Weiler Atzseifen (55), den Gehöften Gesotz (10) und Hof (11) sowie der Maueler Mühle (11)
- Staudenhof (88; ging 1889 an die Bürgermeisterei Waxweiler; war seit 1967 Ortsteil von Mauel, seit 1990 Wüstung)
- Winringen (95)

Insgesamt lebten 1843 im Bürgermeistereibezirk 922 Menschen in 142 Wohnhäusern. Alle Einwohner waren katholisch. Es gab eine Kirche in Niederlauch sowie eine Kapelle in Plütscheid; an beiden Orten befand sich auch jeweils eine Schule.
Bei einer statistischen Erhebung aus dem Jahr 1885 wurden 990 Einwohner in 169 Haushalten gezählt; die Fläche der zugehörenden Gemeinden betrug insgesamt 2.955 Hektar, davon waren 1.013 Hektar Wald, 844 Hektar Ackerland und 317 Hektar Wiesen.

## Geschichte
Vor 1794 gehörten alle Ortschaften zum Kurfürstentum Trier, Oberlauch zum Amt Prüm, die übrigen Ortschaften zum Amt Schönecken. Dingdorf war Hauptort einer Meierei des Amtes Schönecken, zu der auch die Ortschaften Giesdorf, Heisdorf, Niederlauch, Winringen und die Mühle zu Schweißtal gehörten.
Im Jahr 1794 hatten französische Revolutionstruppen das Linke Rheinufer besetzt. Unter der französischen Verwaltung waren die genannten Ortschaften von 1798 an dem Kanton Prüm zugeordnet, der zum Arrondissement Prüm im Saardepartement gehörte.
Aufgrund der Beschlüsse auf dem Wiener Kongress wurden 1815 wesentliche Teile des Rheinlands dem Königreich Preußen zugeordnet. Unter der preußischen Verwaltung wurden im Jahr 1816 Regierungsbezirke und Kreise neu gebildet, linksrheinisch behielt Preußen in der Regel die Verwaltungsbezirke der französischen Mairies vorerst bei. Die Bürgermeisterei Dingdorf entsprach insoweit der vorherigen Mairie Dingdorf. Die Bürgermeisterei Dingdorf wurde dem Kreis Prüm im Regierungsbezirk Trier zugeordnet. Von 1822 an gehörte der Regierungsbezirk Trier, damit auch die Bürgermeisterei Dingdorf, zu der in dem Jahr neu gebildeten Rheinprovinz.
Der Verwaltungssitz war zunächst in Dingdorf und von 1823 an in Schönecken. Das Bürgermeistereiamt in Schönecken verwaltete in Personalunion auch die Bürgermeistereien Burbach und Schönecken.
Die Bürgermeisterei Dingdorf wurde 1927, so wie alle Landbürgermeistereien in der Rheinprovinz, aufgrund des preußischen Gesetzes über die Regelung verschiedener Punkte des Gemeindeverfassungsrechts vom 27. Dezember 1927 in „Amt Dingdorf“ umbenannt, 1936 als eigenständiges Amt aufgelöst und mit anderen Ämtern zum Amt Schönecken zusammengeschlossen.
Seit 1970 gehören die Ortschaften Greimelscheid, Plütscheid, Staudenhof verwaltungsmäßig zur damals neu gebildeten Verbandsgemeinde Arzfeld, die Gemeinden Dingdorf, Heisdorf, Niederlauch, Oberlauch und Winringen zur Verbandsgemeinde Prüm im Eifelkreis Bitburg-Prüm in Rheinland-Pfalz.